# Кузьмичёв, Анатолий Петрович
Анато́лий Петро́вич Кузьмичёв (1923—2011) — советский писатель, поэт, военный корреспондент, радист.

## Биография
Родился 20 мая 1923 года на станции Узловая (ныне Тульская область) в семье железнодорожника. В 1941 году окончил школу № 26, где с 1940 года будучи школьником уже начал писать и публиковать свои первые стихи в районной газете «Сталинское знамя».
Участвовал в Великой Отечественной войне. Призван в РККА 5 мая 1942 года Узловским РВК Московской области. В действующей армии с 1 сентября 1942 года в составе 1-го гвардейского Ордена Ленина мехкорпуса. Радист и сотрудник редакции фронтовой газеты «В бой за Родину». Участник Будапештской наступательной, Балатонской оборонительной, Венской наступательной операций..
После войны продолжил службу в газете ЗакВО (1945—1956). С 1952 года член СП СССР. Старший лейтенант Кузьмичёв демобилизовался в 1956 году. Работал заместителем главного редактора журнала «Литературная Грузия» в Тбилиси (1956—1959). Окончил Литературный институт имени А. М. Горького.
В 1967 году переехал в Минск. Умер 12 июня 2011 года.

## Награды
- орден Отечественной войны II степени (6 апреля 1985)
- орден Красной Звезды (20 февраля 1945)
- медали